# Постмодерна филозофија
Постмодерна филозофија је један еклектични покрет, који се карактерише по оштрој критици Западне филозофије. Почиње као критика континенталне филозофије, и под снажним утицајем феноменологије, структурализма и егзистенцијализма, укључујући филозофе као што су Сорен Кјеркегор и Мартин Хајдигер. Такође су присутни утицаји, до одређене границе, Лудвига Витгенштејна, нарочито његових познијих критика аналитичке филозофије. 
Великим дијелом, постмодерна филозофија се бавила стварањем обилате литературе у критичкој теорији. Друге области дјеловања укључују деконструкцију, као и више области које почињу префиксом „пост“, као што су постструктурализам, постмарксизам и постфеминизам. 
Постмодерна филозофија се поставља врло скептично, када су у питању једноставне бинарне супротности, које су, претпоставља се, доминирале Западну метафизику и хуманизам, као што су очекивања по којима филозоф мора јасно да изолује сазнање од игноранције, друштвени напредак од назадовања, доминацију од потчињења, или презенцију од аусенције. 
Тврдња, по којој су филозофи из прошлости вјеровали да могу чисто и јасно раздвојити ове супротности, сигурно не одговара стварности. Велики филозофи су увијек знали да су, на примјер, напредак и назадовање компаративни појмови, исто као дугачко и кратко.
Неки критичари, сматрају постмодерни скептицизам, врло сличном релативизму, или чак нихилизму. Браниоци постмодернизма ће рећи, да постоје јасне разлике: док су релативизам и нихилизам, генерално гледајући, виђени као напуштање значења и ауторитета, постмодерна филозофија представља отварање значењима и ауторитетима, али са неочекиваним методама и начинима, тако да је крајњи извор ауторитета, у ствари сам предмет „игре“ филозофског дискурса.